# ایمن (فیلم)
ایمن (انگلیسی: Safe) یک فیلم درام روانشناختیِ هنری به کارگردانی تاد هینز محصول سال ۱۹۹۵ است.

## بازیگران
- جولیان مور
- پیتر فریدمن
- زاندر برکلی
- آوریل گریس
- جیمز لوگرو
- استیون گیلبورن